# Samostojna obalna armada (ZSSR)
Samostojna obalna armada je bila armada v sestavi Rdeče armade med drugo svetovno vojno.

## Zgodovina
Armada je bila ustanovljena neposredno po nemškem napadu na Sovjetsko zvezo z namenom organizirati vojaške enote za obrambo Odese. V bojih za Odeso je bila armada uničena.

## Organizacija
1. avgust 1941
- 14. strelska divizija
- 25. strelska divizija
- 95. strelska divizija
- 1. odeška konjeniška divizija
- 82. utrjena regija
- 265. konjeniški artilerijski polk
- 69. lovski letalski polk
- 26. protiletalski bataljon
- 175. protiletalski bataljon
- 504. protiletalski bataljon

1. september 1941
- 25. strelska divizija
- 95. strelska divizija
- 421. strelska divizija
- 2. konjeniška divizija
- 82. utrjena regija
- 265. konjeniški artilerijski polk
- 69. lovski letalski polk
- 26. protiletalski bataljon
- 15. brigada zračne obrambe

1. oktober 1941
- 25. strelska divizija
- 95. strelska divizija
- 157. strelska divizija
- 421. strelska divizija
- 2. konjeniška divizija
- 3. marinski polk
- en minometni bataljon
- 265. konjeniški artilerijski polk
- 69. lovski letalski polk
- 26. protiletalski bataljon
- 15. brigada zračne obrambe
- 73. protiletalski polk
- 21. tankovski bataljon
- 22. tankovski bataljon
- 23. tankovski bataljon
- 24. tankovski bataljon